# 黄炜华
黄炜华（1914年—2001年），中国人民解放军将领、中国人民解放军开国少将。
曾任空军军事订货部部长。1955年，授予中国人民解放军少将。